# August Scholtis

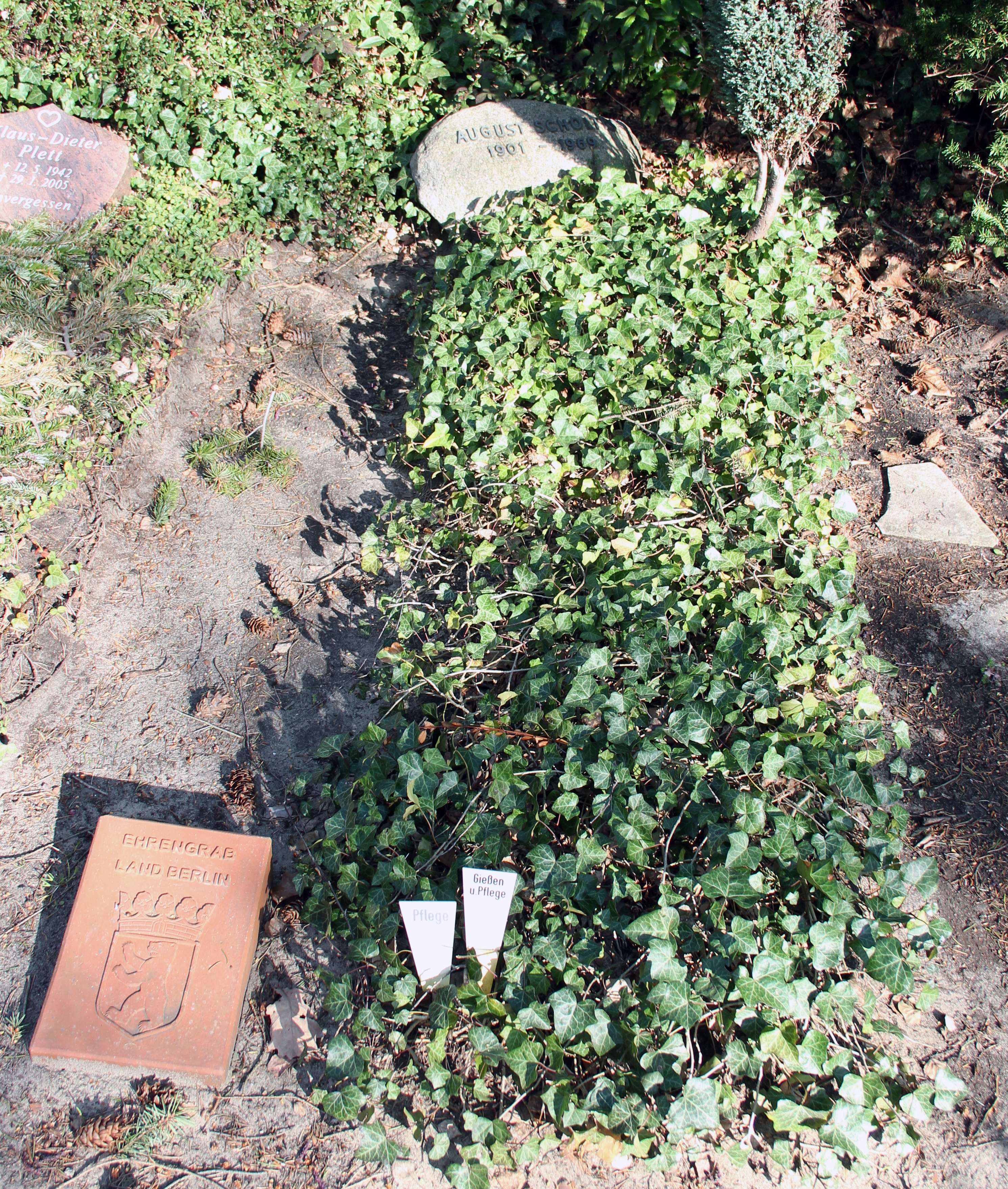
Čestný hrob Augusta Scholtise v Berlíně

August Scholtis, pseudonym Alexander Bogen (7. srpna 1901 Bolatice (Hlučínsko) – 26. dubna 1969 Berlín) byl německý spisovatel, publicista a překladatel.

## Životopis
Narodil se 7. srpna 1901 v rodině Fritze Scholtise a Valesky Scholtisové, rozené Dudové. Otec byl navíc včelař a pekař, a vynikal i jako vesnický muzikant. Po ukončení obecné školy se August chtěl vyučit zedníkem, ale náhoda mu pomohla získat místo písaře v kanceláři Karla Maxe Lichnovského v Chuchelné. V blízkosti tohoto bývalého císařského velvyslance v Německu se naučil psát na stroji, německy, osvojil si politickou rozvážnost.
Po připojení Hlučínska k Československu (a tím rozdělení Lichnovského panství mezi ČSR, Německo a Polsko) pracoval jako úředník správy skladů zboží a městských zařízení. V roce 1920 při plebiscitu hlasoval, aby celé Horní Slezsko zůstalo při Německu. V roce 1922 zvolil jako jediný člen rodiny německou státní příslušnost a odešel do pruského Slezska. Ve dvacátých letech začal poprvé psát do novin, jeho skromná novinářská kariéra však brzy ztroskotala. V roce 1927 napsal první novelu, se kterou vyhrál první cenu v soutěži Vratislavského rozhlasu. Novela se jmenovala Posmrtná vzpomínka a rozehrála jako téma Bolatice. Po tomto úspěchu toužil stát se spisovatelem a po krátké zastávce v Praze, kde se kontaktoval s Karlem Čapkem, odešel v roce 1930 do Berlína, který se mu stal domovem až do jeho smrti.
Po několikaletém strádání se mu podařilo v roce 1932 vydat román Východní vítr. V románu Scholtis poukazoval na vytlačování bohaté smíšené kultury jeho domova z německé, polské i české Ostravy. Tento román posléze ovlivnil i německého spisovatele Güntera Grasse.
S nástupem Třetí říše přišel pro Scholtise zákaz psát, protože odmítl vstoupit do Říšské literární komory (Reichsschrifttumkammer). Přesto se mu podařilo v letech 1935 až 1940 vydat čtyři romány Baba a její děti, Letec Jaś, Železárny a Moravská svatba, ve kterých se zabýval tematikou domova na východě. Během 2. světové války působil v Pomocné požární ochraně, byl nasazen v Horním Slezsku (Katovice) a před koncem války byl převelen na západ, kde se dostal do amerického zajetí. Po válce pracoval v redakci novin Tagesspiegel, kde psal různé glosy a fejetony. Na sklonku roku 1945 se přihlásil menšími pracemi Kouzelná hůl a Dezerce.
Na dlouhou dobu se pak odmlčel a živil se jako novinář. Stále však pracoval na svém „velkém románě“. V roce 1959 vyšla jeho autobiografie Pán z Bolatic, ve které představuje nejen sám sebe, ale zároveň i kulturní krajinu jeho domoviny. Pod silným dojmem svého úspěchu cestoval v roce 1959 poprvé od roku 1945 do Československa a v roce 1961 do Polska. Ze svých cest napsal pozoruhodnou zprávu s názvem Cesta do Polska, ve které vyjádřil svůj pesimismus k budoucímu vývoji v těchto zemích. Tato pragmatická kniha byla posledním dílem které zveřejnil. V roce 1964 přeložil divadelní hru Václava Havla Zahradní slavnost (Das Gartenfest) a takže povídky Ivana Olbrachta z knihy Golet v údolí z češtiny do němčiny. Augustin Scholtis zemřel 26. dubna 1969 ve svém bytě v Berlíně na srdeční infarkt.

## Literární tvorba
- Posmrtná vzpomínka (Nachruf). 1927.
- Der müde Krieg in Borodin. Drama. 1932.
- Východní vítr. Román hornoslezské katastrofy (Ostwind. Roman der oberschlesischen Katastrophe). 1933, česky 1986.
- Baba a její děti (Baba und ihre Kinder). 1934, česky 1935.
- Letec Jaś (Jaś, der Flieger). 1935.
- Wilhelm Doms. Ein ostdeutsches Leben für die Kunst. 1935.
- Dreiunddreißig Lieder aus Hultschin. Mährische Volkslieder. Mit Federzeichnungen von Wilhelm Doms. Rabenpresse, Berlin 1935.
- Der Kürbis. Komödie. 1936.
- Klepitko trifft immer. mit Wilhelm Doms. 1936.
- Glocken über dem Osten. Komödie. 1936.
- Kleine Reisen zu großen Zielen. 1937.
- Železárny (Das Eisenwerk). 1938, česky 1940.
- Schlesischer Totentanz. Erzählungen. 1938.
- Železárny (Das Eisenwerk). Büchergilde Gutenberg, Berlin 1939.
- Friedrich in Kamenz. Erzählung. 1939.
- Moravská svatba (Die mährische Hochzeit). 1940.
- Die Begegnung. Zwei Erzählungen. Vorwerk-Verlag, Berlin / Darmstadt 1940.
- Das Spielzeug der Komtess und andere Novellen. Verlag Otto Beyer, Leipzig 1940.
- Dezerce (Die Fahnenflucht). 1948.
- Kouzelná hůl (Die Zauberkrücke). 1948.
- Die Katze im schlesischen Schrank. Oberschlesischer Heimatverlag, Augsburg 1958.
- Pán z Bolatic – autobiografie (Ein Herr aus Bolatitz). 1959, česky 2008
- Cesta do Polska (Reise nach Polen. Ein Bericht). 1962.
- Schloß Fürstenkron. Roman. Horst Bienek (Hrsg.), 1987.
- Erzählungen, Dramen, Romane. Auswahl, Hrsg. und Kommentar von Joachim J. Scholz, Berlin 1991–1992.
- Briefe. Teil I und II. Auswahl, Hrsg. und Kommentar von Joachim J. Scholz, Berlin 1991–1992.

## Překlady z češtiny do němčiny
- Václav Havel: Zahradní slavnost (Das Gartenfest). 1964.
- Ivan Olbracht: Golet v údolí – povídka: Zázrak s Julčou (Wunder mit Julka) 1967.
- Ivan Olbracht: Golet v údolí – povídka: O smutných očích Hany Karadžičové (Von den traurigen Augen von Hana Karadžičová). 1990.

## Vyznamenání
- 1932: Cena Julia Reicha
- 1959: Cena Andrease Gryphia